# Lewis B. Patten
Pour les articles homonymes, voir Patten.
Lewis B. Patten, né le 13 janvier 1915 à Denver, au Colorado, et mort dans la même ville le 22 mai 1981, est un auteur américain spécialisé dans le roman western. Il a également fait paraître des textes de littérature d’enfance et de jeunesse et des romans historiques. Il publie parfois sous les pseudonymes Lewis Ford, Lee Leighton et Joseph Wayne, ces deux derniers étant parfois utilisés quand il écrit en collaboration avec Wayne D. Overholser.

## Biographie
Après des études supérieures à l’université de Denver, il devient vérificateur dans les Services du Trésor du Colorado de 1941 à 1943.  Il acquiert ensuite une expérience de cow-boy dans un ranch de De Beque.
Il amorce sa carrière littéraire en publiant à partir de 1950 des dizaines de nouvelles westerns dans des pulps spécialisés dans ce genre. En 1951, il adopte le pseudonyme de Joseph Wayne pour publier son premier roman western The Snake Stomper. L’année suivante, il signe de son nom Massacre at White River, le premier de cent westerns, dont certains ne sont parus qu’après sa mort.  Si plusieurs d’entre eux sacrifient à l’aventure, quelques titres sont de véritables romans policiers sur fond des décors de l'Ouest des États-Unis, notamment La Nuit des coyotes (1977) et Le Tueur de squaws (1978).
Quatre romans de Lewis B. Patten ont été adaptés au cinéma.

## Œuvre

### Romans

#### Westerns
- Massacre at White River (1952)
- Gunsmoke Empire (1955) Publié en français sous le titre La Bataille des ranchers, Paris, Librairie des Champs-Élysées, coll. Masque-Western no 45, 1970
- Back Trail (1956)
- White Warrior (1956)
- Rope Law (1956)
- Massacre at San Pablo (1957)
- Pursuit (1957)
- Valley of Violent Men (1957)
- Gun Proud (1957)
- Home Is the Outlaw (1958) Publié en français sous le titre La Dernière Étape, Paris, Librairie des Champs-Élysées, coll. Masque-Western no 35, 1970
- Five Rode West (1958)
- Sunblade ou Fighting Rawhide (1958)
- Showdown at War Cloud (1958)
- The Man Who Rode Alone (1959)
- The Ruthless Men (1959)
- Savage Star (1959)
- Top Man with a Gun (1959) Publié en français sous le titre Terre sans pardon, Paris, Librairie des Champs-Élysées, coll. Masque-Western no 51, 1971
- Hangman's Country (1960) Publié en français sous le titre La Révolte des rancheros, Paris, Librairie des Champs-Élysées, coll. Masque-Western no 63, 1972
- Savage Town (1960)
- Range .45 (1960)
- The Angry Horsemen (1960)
- Renegade Gun (1961)
- The Savage Country (1961)
- Law of the Gun (1961) Publié en français sous le titre Pour l’amour de Kate, Paris, Librairie des Champs-Élysées, coll. Masque-Western no 17, 1968
- Outlaw Canyon (1961)
- Flame in the West (1962)
- The Gold Magnet (1962)
- Savage Vengeance (1962)
- Vengeance Rider (1962)
- The Ruthless Range (1963)
- The Tarnished Star (1963) Publié en français sous le titre L’Étoile ternie, Paris, Librairie des Champs-Élysées, coll. Masque-Western no 1, 1967
- The Scaffold at Hangman's Creek (1963)
- Guns at Gray Butte (1963) Publié en français sous le titre Une ville en colère, Paris, Librairie des Champs-Élysées, coll. Masque-Western no 4, 1967
- The Guilty Guns (1963)
- Wagons East! (1964) Publié en français sous le titre La Route de l’Est, Paris, Librairie des Champs-Élysées, coll. Masque-Western no 88, 1973
- Ride for Vengeance (1964)
- Proudly They Die (1964)
- Giant on Horseback (1964)
- The Killer from Yuma (1964)
- The Arrogant Guns (1965) Publié en français sous le titre La Dernière Chevauchée, Paris, Librairie des Champs-Élysées, coll. Masque-Western no 12, 1968
- Deputy from Furnace Creek (1966) Publié en français sous le titre La Mine du Hollandais, Paris, Librairie des Champs-Élysées, coll. Masque-Western no 220, 1979
- The Odds Against Circle L (1966) Publié en français sous le titre L’orage gronde au Wyoming, Paris, Librairie des Champs-Élysées, coll. Masque-Western no 91, 1973
- Prodigal Gunfighter (1966)
- No God in Saguaro (1966)
- Death Waited at Rialto Creek ou The Trap (1966) Publié en français sous le titre Le Massacre de Rialto Creek, Paris, Librairie des Champs-Élysées, coll. Masque-Western no 172, 1977
- The Star and the Gun (1967) Publié en français sous le titre L’Étoile et le Calibre, Paris, Gallimard, Série noire no 1378, 1970
- Bones of the Buffalo (1967) Publié en français sous le titre Rouge était la prairie, Paris, Gallimard, Série noire no 1237, 1968
- Cheyenne Drums (1968) Publié en français sous le titre Révolte d'indiens, Paris, Librairie des Champs-Élysées, coll. Masque-Western no 140, 1975
- Death of a Gunfighter (1968)
- The Youngerman Guns (1969) Publié en français sous le titre Terreur dans l’Arkansas, Paris, Gallimard, Série noire no 1354, 1970
- Posse from Poison Creek (1969) Publié en français sous le titre Le Désert qui tue, Paris, Librairie des Champs-Élysées, coll. Masque-Western no 55, 1971
- Apache Hostage (1970)
- A Death in Indian Wells (1970) Publié en français sous le titre Le Cheyenne à l’étal, Paris, Gallimard, Série noire no 1448, 1971
- Red Runs the River (1970) Publié en français sous le titre Le Fleuve écarlate, Paris, Gallimard, Série noire no 1412, 1971
- Six Ways of Dying (1970)
- Showdown at Mesilla (1971) Publié en français sous le titre Le Dernier Roméo, Paris, Gallimard, Série noire no 1488, 1972
- Ride the Hot Wind (1971) Publié en français sous le titre Quand la pluie viendra, Paris, Librairie des Champs-Élysées, coll. Masque-Western no 78, 1973
- The Hands of Geronimo (1971)
- Guilt of a Killer Town (1971) Publié en français sous le titre La Ville des parjures, Paris, Librairie des Champs-Élysées, coll. Masque-Western no 74, 1972
- Massacre Ridge (1971) Publié en français sous le titre Le Bastion des vallées perdues, Paris, Librairie des Champs-Élysées, coll. Masque-Western no 68, 1972
- Track of the Hunter (1971) Publié en français sous le titre Le Chasseur de primes, Paris, Librairie des Champs-Élysées, coll. Masque-Western no 109, 1974
- A Killing in Kiowa (1972) Publié en français sous le titre La Belle du saloon, Paris, Librairie des Champs-Élysées, coll. Masque-Western no 98, 1973
- The Feud at Chimney Rock (1972)
- The Trial of Judas Wiley (1972) Publié en français sous le titre Sans appel, Paris, Gallimard, Série noire no 1554, 1973
- The Homesteader (1972) Publié en français sous le titre L’Étranger du Colorado, Paris, Librairie des Champs-Élysées, coll. Masque-Western no 82, 1973
- The Cheyenne Pool (1972)
- The Hide Hunters (1973) Publié en français sous le titre Une fille dans la tourmente, Paris, Librairie des Champs-Élysées, coll. Masque-Western no 216, 1979
- The Gun of Jesse Hand (1973) Publié en français sous le titre La Ballade de Jess Hand, Paris, Librairie des Champs-Élysées, coll. Masque-Western no 225, 1980
- The Ordeal of Jason Ord (1973) Publié en français sous le titre Des indiens charitables, Paris, Librairie des Champs-Élysées, coll. Masque-Western no 119, 1974
- The Tired Gun (1973) Publié en français sous le titre La Gâchette fatiguée, Paris, Gallimard, Série noire no 1644, 1974
- Redskin (1973) Publié en français sous le titre Mon ami l'indien, Paris, Librairie des Champs-Élysées, coll. Masque-Western no 135, 1975
- Two for Vengeance (1974)
- Bounty Man (1974) Publié en français sous le titre 500 dollars mort ou vif, Paris, Librairie des Champs-Élysées, coll. Masque-Western no 139, 1975
- Death Stalks Yellowhorse (1974)
- The Angry Town of Pawnee Bluffs (1974) Publié en français sous le titre Le Serment du shérif, Paris, Librairie des Champs-Élysées, coll. Masque-Western no 156, 1976
- Lynching at Broken Butte (1974)
- The Orphans of Coyote Creek (1975) Publié en français sous le titre La Route des Rocheuses, Paris, Librairie des Champs-Élysées, coll. Masque-Western no 208, 1979
- Vow of Vengeance (1975) Publié en français sous le titre La Dernière Balle, Paris, Librairie des Champs-Élysées, coll. Masque-Western no 242, 1981
- The Gallows at Graneros (1975) Publié en français sous le titre La Potence de Graneros, Paris, Librairie des Champs-Élysées, coll. Masque-Western no 179, 1977
- Ambush Creek (1976) Publié en français sous le titre Embuscade à Grizzly Creek, Paris, Librairie des Champs-Élysées, coll. Masque-Western no 152, 1976
- Ride a Crooked Trail (1976)
- The Lawless Breed (1976) Publié en français sous le titre Les Derniers Rois de la prairie, Paris, Librairie des Champs-Élysées, coll. Masque-Western no 246, 1981
- Ambush at Soda Creek (1976) Publié en français sous le titre Sur la piste des apaches, Paris, Librairie des Champs-Élysées, coll. Masque-Western no 199, 1978
- Man Outgunned (1976) Publié en français sous le titre Le Shérif de Placita, Paris, Librairie des Champs-Élysées, coll. Masque-Western no 193, 1978
- Hunt the Man Down (1977)
- Villa's Rifles (1977) Publié en français sous le titre Le Convoi du Rio Grande, Paris, Librairie des Champs-Élysées, coll. Masque-Western no 227, 1980
- The Trial at Apache Junction (1977)
- The Killings at Coyote Springs (1977) Publié en français sous le titre La Nuit des coyotes, Paris, Gallimard, Série noire no 1722, 1978
- Cheyenne Captives (1978) Publié en français sous le titre Le Tueur de squaws, Paris, Librairie des Champs-Élysées, coll. Masque-Western no 230, 1980
- Death Rides a Black Horse (1978) Publié en français sous le titre Le Cheval de la mort, Paris, Librairie des Champs-Élysées, coll. Masque-Western no 234, 1980
- The Law in Cottonwood (1978)
- The Trail of the Apache Kid (1979)
- Rifles of Revenge (1979)
- Ride a Tall Horse (1980)
- Redskin Time (1982), roman posthume
- Tincup in the Storm Country (1996), roman posthume
- Death Rides the Denver Stage (1999), roman posthume
- The Woman at Ox-Yoke (2000), deux courts romans posthumes
- Blood on the Grass (2002), roman posthume

#### Romans historiques
- Red Sabbath (1968)
- Trail to Vicksburg (1997), deux courts romans posthumes

#### Westerns signés Lewis Ford
- Gunmen's Grass (1954)
- Gunfighter from Montana (1955)
- Maverick Empire (1957)

#### Westerns signés Lee Leighton
- Law Man (1953)
- Beyond the Pass (1956)
- Colorado Gold (1958), en collaboration avec Wayne D. Overholser et Chad Merriman
- Tomahawk (1958), en collaboration avec Wayne D. Overholser
- Fight for the Valley (1960), en collaboration avec Wayne D. Overholser
- Gut Shot (1962)
- Big Ugly (1966), en collaboration avec Wayne D. Overholser
- Hanging at Pulpit Rock (1967)
- Bitter Journey (1968) Publié en français sous le titre La Métisse blanche, Paris, Librairie des Champs-Élysées, coll. Masque-Western no 61, 1972
- Killer Guns (1969)
- You'll Never Hang Me (1971), en collaboration avec Wayne D. Oveholser
- Cassidy (1973)
- Sun on the Wall (1973)
- Greenhorn Marshal (1974)

#### Western signés Joseph Wayne
- The Snake Stomper (1951)
- Showdown at Stony Crest (1957)
- The Gun and the Man (1960)

### Littérature d’enfance et de jeunesse

#### Série westernGene Autry
- Gene Autry and the Ghost Riders (1955)
- Gene Autry and the Arapaho War Drums (1957)

#### Autres westerns de littérature d'enfance et de jeunesse
- The Adventures of Jim Bowie (1958)
- The Meeker Massacre (1969), en collaboration avec Wayne D. Overholser

### Nouvelles

#### Recueil de nouvelles
- Sharpshod ou They Called Him a Killer (1990), recueil posthume
- Ride the Red Trail: A Western Trio (2001), recueil posthume
- Guns of Vengeance: A Western Duo (2003), recueil posthume

#### Nouvelles isolées
- Too Good with a Gun (1950)
- Trail Town Marshal (1950)
- Hell-Rim Roundup (1950)
- Colt Wisdom (1950)
- Grave Sudden (1950)
- Payoff in Steel (1950)
- Matchless Justice (1950)
- Fast-Draw Feud (1950)
- A Man’s Beginnings (1950)
- Nester Kid (1950)
- Barbed Wire Trap (1951)
- Flowers For His Bride (1951)
- Range Orphan (1951)
- That Fool Pilgrim (1951)
- Payday (1951)
- Kind of a Hero (1951)
- The Hard Way (1951)
- Stable Boy (1952)
- The Blood-Letting at Canyon Creek (1952)
- Guns in Greasewood Valley (1952)
- Sunblade (1952)
- The Man on the Stage (1953)
- The Girl the Gunhawk Wanted (1953)
- The Killer in Him (1953)
- Mama Rides the Norther (1953)
- Sharpshod (1953)
- Dancehall Gal (1953)
- The Revenge (1953)
- Summer Kill (1953)
- Back Trail (1953)
- Dead Line (1953)
- His Swift and Deadly Gunhand (1954)
- The Woman at Ox-Yoke (1954)
- Gun This Man Down! (1954)
- The Killing (1954)
- Shadow of the Gun (1954)
- Where the Backshooter Waits (1955)
- One of the Wild Bunch (1955)
- They Called Him a Killer (1955)
- Wild Waymire (1955)
- Death of a Gunfighter (1955)
- Hell-Bent (1956)
- That There’s My Colt (1995), nouvelle posthume

## Adaptations cinématographiques
- 1956 : Crépuscule sanglant, film américain de Jack Arnold, d’après le roman Back Trail, avec Rory Calhoun et Martha Hyer.
- 1969 : Une poignée de plombs, film américain de Don Siegel et Robert Totten, d’après le roman Death of a Gunfighter, avec Richard Widmark et Lena Horne.
- 1969 : Les Géants de l'Ouest, film américain de Andrew V. McLaglen, avec John Wayne et Rock Hudson.
- 1971 : Et viva la révolution !, film italien de Duccio Tessari, d’après le roman The Killer of Yuma, avec Franco Nero, Eli Wallach et Lynn Redgrave.

## Sources
- Claude Mesplède et Jean-Jacques Schleret, SN Voyage au bout de la noire, Paris, Futuropolis, 1982, p. 292-293.